# Necrophila brunnicollis
Necrophila brunnicollis es una especie de escarabajo carroñero del género Necrophila, categorizada en la tribu Silphini, de la subfamilia Silphinae. Fue descrita por Kraatz en 1877.

## Distribución
Se distribuye por Europa: Rusia y Asia: Bután, China y Japón.